# Беренджер, Том
Том Бе́ренджер (англ. Tom Berenger, при рождении Томас Майкл Мур, англ. Thomas Michael Moore; 31 мая 1949, Чикаго) — американский актёр кино и телевидения, лауреат премий «Золотой глобус» и «Эмми», номинант на премию «Оскар».

## Ранние годы
Томас Майкл Мур родился 31 мая 1949 года в Чикаго (штат Иллинойс, США) в семье ирландских католиков. Его отец работал типографом в издании Chicago Sun-Times. У Томаса есть сестра Сьюзен. Прозвище Беренджер он получил от школьного друга и использовал в своей профессиональной карьере, так как другой актёр по имени Томас Мур уже состоял в актёрском профсоюзе Actors' Equity Association (AEA). Беренджер окончил среднюю школу «Rich East High School» Парк Фореста, Иллинойс, в 1967 году, после чего учился журналистике в Миссурийском университете в Колумбии, желая стать спортивным обозревателем. Во время учёбы он больше всего увлекался футболом, но неожиданно для самого себя на спор с приятелем согласился сыграть в студенческом спектакле «Кто боится Вирджинии Вулф?». Спектакль был довольно успешным. По окончании спектакля публика встречала актёров стоя. Это стало началом артистической карьеры после окончания учёбы. Сначала он играл в театре Иллинойса, а в 1970-х годах переехал в Нью-Йорк.

## Карьера
Прежде, чем стать успешным актёром, Том Беренджер работал стюардом в авиакомпании «Eastern Air Lines» (которая затем разорилась), портье в отеле «Alameda Plaza Hotel» (сейчас «Inter-Continental Hotel») в «Country Club Plaza» части Канзас-Сити, штат Миссури. Несмотря на это, Том учился актёрскому мастерству в Нью-Йорке, в студии Герберта Бергхофа и Уты Хаген — «HB Studio». Так как его не хотели брать на сцену Бродвейского театра по причине «слишком хорошей внешности», он в то время участвовал в офф-Бродвейских постановках, небольших мини-театрах, где совершенствовал свой талант. К самым значительным театральным работам следует отнести «End as a Man» (1975), «Татуированная роза» (1977) и Трамвай «Желание» (1981). Выступая в Театре Лонг Варф в Нью-Хейвене, штат Коннектикут, Том значительно улучшил свои навыки в актёрском ремесле. С труппой Театра Милуоки Беренджер успел посетить с гастролями Японию.
Беренджер играл в мыльных операх и получил главную роль — адвоката Тима Сигела — в сериале «Одна жизнь, чтобы жить» (1975). Его дебютом в художественном кино стала роль в фильме «Поторопись» (1976), независимом фильме, ныне забытом, за исключением актёров, ставших известными. Год спустя последует эпизодическая роль в фильме ужасов «Часовой» (1977), ставшая оплотом для новых кинолент.
В 1977 году у Беренджера была маленькая, но заметная роль убийцы-психопата в фильме «В поисках мистера Гудбара». В фильме герой Тома Беренджера (Гарри Купер Уайт) угрожает молодой учительнице, получая сексуальное возбуждение от её обычной светской жизни. Партнёром Тома по съёмочной площадке стала известная американская актриса Дайан Китон. Благодаря этой роли Беренджер серьёзно заявил о себе на большом экране. Параллельно с участием в полнометражных фильмах он активно снимается в сериалах, например, в биографическом телефильме о молодом Джоне Кеннеди — «Джонни, я с трудом тебя узнала» для канала NBC. В то же время в 29-м выпуске специализированного издания «Screen World» авторитетнейший обозреватель Джон Уиллис назвал Тома Беренджера «Самым перспективным новым актёром года».
Следующей работой начинающего актёра послужила роль венгерского сутенёра в эротической драме «Да здравствуют зрелые женщины» от кинокомпании «Avco-Embassy Pictures». Не без успеха Беренджер попробовал себя в новом амплуа любовника-соблазнителя, что ему удалось сделать крайне убедительно. Данная картина является одной из немногих, где он играет романтических персонажей.
В 1979 году он исполнил роль Бутча Кэссиди в фильме «Бутч и Сандэнс: Ранние дни», роль, которую получил, в частности, из-за своего сходства с Полом Ньюманом, игравшего персонажа в вестерне «Бутч Кэссиди и Санденс Кид» (1969). Эти первые роли выделили способность Беренджера играть как злодеев, так и положительных героев.
В начале 1980-х актёр активно снимается в ряде значительных картин, что послужило появлению «золотой эры» в творческом начале Беренджера. Том сыграл Сэма Вебера в «Большом разочаровании» (1983), номинированном на «Оскар». В картине Беренджер предстал в образе популярного телевизионного актёра и удивил непредсказуемым достоинством и застенчивостью. Вскоре получил роль пианиста, пытающегося узнать правду об исчезновении своего коллеги, в фильме «Эдди и круизеры» (1983).
Следующим шагом на пути к успеху стало принятие приглашения на роль вкрадчивого владельца стрип-клуба в криминальном триллере «Город страха» (1984). Режиссёр Эйбл Феррара подчеркнул идею высмеивания ночной жизни Манхэттена, с его фальшью и развратом. Беренджер, играя бывшего боксёра, проникся ролью настолько, что затмил собой даже характер негативного персонажа.
В 1985 году Том Беренжер снялся в фильме «Ковбойская рапсодия», где попытался спародировать Роя Роджерса, известного исполнителя ролей «поющих ковбоев» в популярных голливудских вестернах 1940-х. Однако фильм так и остался незамеченным.
В 1986 году он получил номинацию на премию «Оскар» за воплощение образа сержанта Барнса в фильме Оливера Стоуна «Взвод» (1986). Это исполнение роли принесло ему премию «Золотой глобус» за лучшую мужскую роль второго плана. Старший сержант Боб Барнс, сыгранный Беренджером в этой ленте, сильно отличается от персонажей, роли которых он исполнял ранее. Стоун поставил перед Беренджером задачу показать развитие характера его героя от добросовестного служаки до кровожадного убийцы, и актёр с этим блестяще справился.
В других интервью Беренджер не скрывал своего пристрастия к отрицательным героям:
Мне очень нравится играть их. В них я нахожу что-то человеческое, за исключением мистера Гудбара. Это был такой скользкий характер… Это было похоже на игру Чарльза Мэнсона. У меня были кошмары после того, как я закончил съёмки. Я чувствовал себя подлым. Плохие парни интересны, даже если тебе они не симпатизируют.
В 1987 году Том Беренджер сыграл полицейского в триллере «Тот, кто меня бережёт» Ридли Скотта. Картина провалилась в прокате, собрав 10 млн $ за всё время. Однако, несмотря на этот факт, в целом фильм получил позитивные отзывы от кинокритиков, отмечавших превосходную актёрскую работу.
В 1988 году был основан «Фонд Актёрской Стипендии Тома Беренджера» для награждения актёров театра за выдающееся мастерство исполнения.
Том продолжал брать на себя непредсказуемые роли, лавируя между кино и телевидением с легкостью, играя камео. Так, он предстал в роли сантехника Джона в последних 2 эпизодах телесериала «Весёлая компания», которым номинировался на премию «Эмми». Вернувшись в кино, Беренджер сделал одолжение своему другу, режиссёру Оливеру Стоуну, появившись в небольшой роли офицера-вербовщика в фильме «Рождённый четвёртого июля». В 1995 году Том занялся продюсированием фильма «Ангел мести». Он продолжал создавать кино-проекты и в 1997 году получил премию «Эмми» за мини-сериал «Парни что надо», в котором исполнил роль Теодора Рузвельта во время Испано-американской войны. Сериал набрал популярность у зрителей и стал самым значимым в истории кабельного телевидения.
В 1995 году Беренджер вместе с продюсером Уильямом Макдональдом основал кинокомпанию «First Corps Endeavors», просуществовавшую до 1997 года.
В 1997 году он выступил с особенно хорошим изображением короткой злодейской жизни в адаптации Роберта Олтмена по книге Джона Гришэма — «Леший».
В 2006 году Беренджер продолжал играть второстепенные роли и снялся в коротких мини-сериях «Ночные кошмары и фантастические видения».
Ещё одной известной работой стала роль в триллере «Точка разлома», где он снялся вместе с Армандом Ассанте и Бастой Раймсом.
В начале 2010 года Том Беренджер продолжал активно сниматься в кино. Актёр получил роль Питера Браунинга, советника богатого отца Роберта Майкла Фишера (Киллиан Мёрфи) в фантастическом фильме «Начало» Кристофера Нолана, появился в таких остросюжетных боевиках, как «Козырные тузы 2: Бал смерти» и «Быстрее пули», «Грешники и святые».
В 2012 году Беренджер принял участие в мини-сериале «Хэтфилды и Маккои» и получил премию «Эмми» в номинации «Лучший актёр второго плана в мини-сериале или телефильме».

## Личная жизнь
Том Беренджер состоял в браке четыре раза и имеет шестерых детей.
С 1976 по 1984 год был женат на Барбаре Уилсон (Мур), у них двое детей: Эллисон Мур (род. 1977) и Патрик Мур (р. 1978).
С 1986 по 1997 год был женат на Лизе Уильямс, у них три дочери: Челси Мур (род. 1987), Хлоя Мур (род. 1988) и Шило Мур (род. 1995).
С 1998 по 2011 год был женат на Патрисии Альваран, в этом браке появилась ещё одна дочь: Скаут Мур (род. 1998).
С 2012 года женат на Лоре Моретти.
Проживает в Ванкувере, Британская Колумбия, Бьюфорте, Южная Каролина и в Лос-Анджелесе.

## Фильмография

### Кино
| Год  | Название на русском                | Оригинальное название                    | Роль                        | Примечания     |
| ---- | ---------------------------------- | ---------------------------------------- | --------------------------- | -------------- |
| 1977 | Часовой                            | The Sentinel                             | человек в финальном эпизоде |                |
| 1977 | В поисках мистера Гудбара          | Looking For Mr.Goodbar                   | Гэри                        |                |
| 1978 | Поторопись                         | Rush It                                  | Ричард Мур                  |                |
| 1978 | Да здравствуют зрелые женщины      | In Praise of Older Women                 | Андреш Вайда                |                |
| 1979 | Бутч и Сандэнс: Ранние дни         | Butch and Sundance: The Early Days       | Бутч Кэссиди                |                |
| 1980 | Псы войны                          | The Dogs of War                          | Дрю                         |                |
| 1982 | По ту сторону двери                | Oltre la porta                           | Мэттью Джексон              |                |
| 1983 | Большое разочарование              | The Big Chill                            | Сэм Уэбер                   |                |
| 1983 | Эдди и круизеры                    | Eddie and the Cruisers                   | Фрэнк Риджуэй               |                |
| 1984 | Город страха                       | Fear City                                | Мэтт Росси                  |                |
| 1985 | Ковбойская рапсодия                | Rustlers’ Rhapsody                       | Рекс О’Херлихан             |                |
| 1986 | Взвод                              | Platoon                                  | сержант Боб Барнс           |                |
| 1986 | Если наступит завтра               | If Tomorrow Comes                        | Джеф Стивенс                |                |
| 1987 | Тот, кто меня бережёт              | Someone to Watch Over Me                 | детектив Майк Киган         |                |
| 1988 | Огонь на поражение                 | Shoot to Kill                            | Джонатан Нокс               |                |
| 1988 | Преданный                          | Betrayed                                 | Гэри Симмонс                |                |
| 1988 | Последний ритуал                   | Last Rites                               | отец Майкл Пейс             |                |
| 1989 | Высшая лига                        | Major League                             | Джейк Тейлор                |                |
| 1989 | Рождённый четвёртого июля          | Born on the Fourth of July               | сержант Хейс                |                |
| 1990 | Случайная любовь                   | Love at Large                            | детектив Гарри Доббс        |                |
| 1990 | Поле                               | The Field                                | Питер, американец           |                |
| 1991 | Вдребезги                          | Shattered                                | Дэн Меррик                  |                |
| 1991 | Игра в полях господних             | At Play in the Fields of the Lord        | Льюис Мун                   |                |
| 1993 | Снайпер                            | Sniper                                   | Томас Бекетт                |                |
| 1993 | Щепка                              | Sliver                                   | Джек Лэндсфорд              |                |
| 1993 | Геттисберг                         | Gettysburg                               | генерал Лонгстрит           |                |
| 1994 | Высшая лига 2                      | Major League II                          | Джейк Тейлор                |                |
| 1994 | Конвоиры                           | Chasers                                  | Рок Райли                   |                |
| 1995 | Последний из племени людей-псов    | Last of the Dogmen                       | Льюис Гейтс                 |                |
| 1996 | Замена                             | The Substitute                           | Джонатан Шейл               |                |
| 1996 | Неожиданный ад                     | An Occasional Hell                       | доктор Эрнест Деуолт        |                |
| 1998 | Леший                              | The Gingerbread Man                      | Пит Рэндл                   |                |
| 1998 | Тень сомнения                      | Shadow of Doubt                          | Джек Кампиони               |                |
| 1998 | Убийца ворон                       | A Murder of Crows                        | Клиффорд Дюбос              |                |
| 1999 | Враг моего врага                   | Diplomatic Siege                         | генерал Бак Суэйн           |                |
| 1999 | Герой-предатель                    | One Man’s Hero                           | Джон Райли                  |                |
| 1999 | Турбулентность 2: Страх полётов    | Turbulence 2: Fear of Flying             | Сайкс                       |                |
| 2000 | Взлом                              | Takedown                                 | Маккой Роллинс              |                |
| 2001 | Тренировочный день                 | Training Day                             | Стэн Гурски                 |                |
| 2001 | Знак Голливуда                     | The Hollywood Sign                       | Том Гринер                  |                |
| 2001 | Последняя истина                   | True Blue                                | Рембрандт Мейси             |                |
| 2001 | Сторожевая башня                   | Watchtower                               | Арт Стоунер                 |                |
| 2002 | Детоксикация                       | D-Tox                                    | Хэнк                        |                |
| 2002 | Снайпер 2                          | Sniper 2                                 | Томас Бекетт                | сразу на видео |
| 2004 | Снайпер 3                          | Sniper 3                                 | Томас Бекетт                | сразу на видео |
| 2007 | Рождественское чудо Джонатана Туми | The Christmas Miracle of Jonathan Toomey | Джонатан Туми               |                |
| 2008 | Путь клинка                        | Stiletto                                 | Верджил Вадалос             |                |
| 2009 | Чарли Валентайн                    | Charlie Valentine                        | Бекер                       |                |
| 2009 | Безмолвный яд                      | Silent Venom                             | адмирал Брэдли Уоллес       | сразу на видео |
| 2009 | Точка разлома                      | Breaking Point                           | Стивен Луизи                |                |
| 2010 | Козырные тузы 2: Бал смерти        | Smokin’ Aces 2: Assassins’ Ball          | Уолтер Уид                  | сразу на видео |
| 2010 | Грешники и святые                  | Sinners and Saints                       | капитан Трэн                |                |
| 2010 | Начало                             | Inception                                | Питер Браунинг              |                |
| 2010 | Быстрее пули                       | Faster                                   | «Начальник»                 |                |
| 2011 | Последняя воля                     | Last Will                                | Фрэнк Эмери                 |                |
| 2011 | Баксвилль                          | Bucksville                               | Покровитель справедливости  |                |
| 2012 | Война цветов                       | War Flowers                              | генерал Макинтайр           |                |
| 2012 | Тормоз                             | Brake                                    | Бен Рейнолдс                |                |
| 2014 | Перекрёстный огонь                 | Bad Country                              | Лютин                       |                |
| 2014 | Без средств                        | Stranded                                 | судья Уэллс                 |                |
| 2014 | —                                  | Lonesome Dove Church                     | Джон Шеперд                 |                |
| 2014 | Снайпер: Наследие                  | Sniper: Legacy                           | Томас Бекетт                | сразу на видео |
| 2014 | Достань меня, если сможешь         | Reach Me                                 | Тедди                       |                |
| 2015 | —                                  | Impact Earth                             | Херберт Слоан               |                |
| 2017 | Снайпер: Идеальное убийство        | Sniper: Ultimate Kill                    | Томас Бекетт                |                |
| 2017 | Полицейские и воры                 | Cops and Robbers                         | капитан Рэндольф            |                |
| 2018 | Американский пижон                 | American Dresser                         | Джон Мур                    |                |
| 2018 | Битва в Арденнах                   | Wunderland                               | майор Маккалли              |                |
| 2018 | Дела минувших дней                 | Gone Are the Days                        | Уилл                        |                |
| 2018 | Первенец                           | 1st Born                                 | Такер Джефферсон            |                |
| 2019 | —                                  | Sargasso                                 | Джо Смит                    |                |
| 2019 | Суперстарики                       | Supervized                               | Рэй                         |                |
| 2020 | —                                  | Allagash                                 | Джим Рид                    |                |
| 2020 | —                                  | Quad                                     | Джерри Нискад               |                |
| 2020 | Снайпер: Финал убийцы              | Sniper: Assassin’s End                   | Томас Бекетт                | сразу на видео |

### Телевидение
| Год       | Название на русском                     | Оригинальное название                                      | Роль                     | Примечания                                  |
| --------- | --------------------------------------- | ---------------------------------------------------------- | ------------------------ | ------------------------------------------- |
| 1975—1976 | Одна жизнь, чтобы жить                  | One Life to Live                                           | Тим Сигел                | телесериал; 66 эпизодов                     |
| 1977      | Джонни, я с трудом тебя узнала          | Johnny, We Hardly Knew Ye                                  | Билли Саттон             | телефильм                                   |
| 1979      | Плоть и кровь                           | Flesh & Blood                                              | Бобби / сын              | телефильм                                   |
| 1986      | Если наступит завтра                    | If Tomorrow Comes                                          | Джефф Стивенс            | мини-сериал; основная роль                  |
| 1991      | Как в кино                              | Dream On                                                   | Ник Спенсер              | эпизод: The Second Greatest Story Ever Told |
| 1993      | Весёлая компания                        | Cheers                                                     | Дон Сантри               | телесериал; 2 эпизода                       |
| 1995      | Ангел мести                             | The Avenging Angel                                         | Майлз Атли               | телефильм                                   |
| 1995      | Язык тела                               | Body Language                                              | адвокат Гэвин Сент Клэр  | телефильм                                   |
| 1997      | Парни что надо!                         | Rough Riders                                               | Теодор Рузвельт          | мини-сериал; основная роль                  |
| 1999      | В компании шпионов                      | In the Company of Spies                                    | Кевин Джефферсон         | телефильм                                   |
| 2000      | Закон и порядок                         | Law & Order                                                | Дин Тайлер               | эпизод: Panic                               |
| 2000      | Затяжной прыжок                         | Cutaway                                                    | «Рэд Лайн»               | телефильм                                   |
| 2001      | Элли Макбил                             | Ally McBeal                                                | Харрисон Уайатт          | эпизод: Nine One One                        |
| 2002      | Всадники правосудия                     | Johnson County War                                         | Кейн Хамметт             | телефильм                                   |
| 2002      | Линия нападения                         | The Junction Boys                                          | Пол «Медведь» Брайант    | телефильм                                   |
| 2003      | Третья смена                            | Third Watch                                                | Аарон Ноубл              | телесериал; 4 эпизода                       |
| 2003      | Миротворцы                              | Peacemakers                                                | маршал Джаред Стоун      | телесериал; основная роль                   |
| 2004      | Столичный город                         | Capital City                                               | сенатор Фоксуорти        | телефильм                                   |
| 2005      | Детектив                                | Detective                                                  | сержант Малкольм Эйнсли  | телефильм                                   |
| 2005      | На запад                                | Into the West                                              | полковник Джей Чивингтон | мини-сериал; эпизод: Hell on Wheels         |
| 2006      | Ночные кошмары и фантастические видения | Nightmares & Dreamscapes: From the Stories of Stephen King | Ричард Киннелл           | эпизод: The Road Virus Heads North          |
| 2006      | Эми Койн                                | Amy Coyne                                                  | Мак                      | телефильм                                   |
| 2007      | —                                       | America’s Iliad: The Siege of Charleston                   | рассказчик               | телефильм                                   |
| 2007—2008 | Дорога в осень                          | October Road                                               | Боб «Коммандер» Гарретт  | телесериал; основная роль                   |
| 2008      | Часы отчаяния                           | Desperate Hours: An Amber Alert                            | Ларсан                   | телефильм                                   |
| 2011      | XIII                                    | XIII: The Series                                           | Райнер Герхардт          | телесериал; 6 эпизодов                      |
| 2012      | Хэтфилды и Маккои                       | Hatfields & McCoys                                         | Джим Вэнс                | мини-сериал; основная роль                  |
| 2013—2015 | Особо тяжкие преступления               | Major Crimes                                               | Джексон Рейдор           | телесериал; 7 эпизодов                      |
| 2014      | Гавайи 5.0                              | Hawaii Five-0                                              | Эдди Уильямс             | эпизод: Ma lalo o ka ’ili                   |
| 2017      | Тренировочный день                      | Training Day                                               | Стэн Гурски              | эпизод: Elegy                               |

## Награды и номинации
| Награда        | Год  | Категория                                                   | Название работы   | Результат |
| -------------- | ---- | ----------------------------------------------------------- | ----------------- | --------- |
| Оскар          | 1987 | Лучшая мужская роль второго плана                           | Взвод             | Номинация |
| Золотой глобус | 1987 | Лучшая мужская роль второго плана в кинофильме              | Взвод             | Победа    |
| Эмми           | 1993 | Лучший приглашённый актёр в комедийном сериале              | Весёлая компания  | Номинация |
| Эмми           | 2012 | Лучшая мужская роль второго плана в мини-сериале или фильме | Хэтфилды и Маккои | Победа    |
| Золотая малина | 1994 | Худшая мужская роль второго плана                           | Щепка             | Номинация |